# Silowyje maschiny
Silowyje maschiny (russisch Силовые машины, abgekürzt Silmasch) ist ein russischer Hersteller von Energiemaschinen, v. A. Turbinen, der dem Oligarchen Alexei Mordaschow gehört. Das Unternehmen besteht aus dem Leningradski metallitscheski sawod (LMS), dem Sawod turbinnych lopatok (STL), „Elektrosila“, Energomaschexport, dem Turbinenwerk Kaluga und Reostat. Mit der Tochtergesellschaft EMAljans ist Silowyje maschiny auch im Kesselbau tätig. Außerdem betreibt Silowyje maschiny das Kessel- und Turbinenforschungsinstitut (ZKTI) in Sankt Petersburg.
2014 machte Silowyje maschiny 37 % seines Umsatzes mit Wasserturbinen, 20 % mit Hydrogeneratoren, 11 % mit Dampfturbinen und 7 % mit Turbogeneratoren.
Am Gemeinschaftsunternehmen Siemens Gas Turbines Technologies (SGTT) hat Silowyje maschiny einen Anteil von 35 %. 2022 verkaufte Siemens Energy seinen Anteil an dem Gemeinschaftsunternehmen im Rahmen des Rückzugs aus Russland an ein niederländisches Tochterunternehmen von Inter RAO.

## EMAljans
EMAljans (russisch ЭМАльянс, Abkürzung für ЭнергоМашиностроительный Альянс – EnergoMaschinostroitelny Aljans) produziert Heiz- und Dampfkessel. In Russland ist EMAljans Marktführer mit einem Marktanteil von 80 %. Seit 2012 ist das Unternehmen eine Tochtergesellschaft von Silowyje maschiny.

### Tochtergesellschaften von EMAljans
- Krasny Kotelschtschik (Красный котельщик), Taganrog (77,33 % der Anteile)
- Đuro Đaković, Slavonski Brod, Kroatien (100 % der Anteile)
- SiO-Podolsk, Podolsk
- TEP, Iwanowo
- ZKTI, Rostow am Don